# Quân ủy Trung ương Trung Quốc
Ủy ban Quân sự Trung ương Trung Quốc, thường được gọi là Quân ủy Trung ương Trung Quốc, là cơ quan lãnh đạo quân sự cao nhất của Đảng Cộng sản Trung Quốc và Cộng hòa Nhân dân Trung Hoa, đứng đầu Quân Giải phóng Nhân dân, Lực lượng Cảnh sát Vũ trang Nhân dân và Dân quân Trung Quốc.
Về mặt kỹ thuật, có hai Quân ủy Trung ương: Quân ủy Trung ương Đảng Cộng sản Trung Quốc và Quân ủy Trung ương Cộng hòa Nhân dân Trung Hoa. Theo nguyên tắc "một cơ cấu, hai tên gọi", cả hai Quân ủy Trung ương đều có cùng nhân sự, tổ chức và chức năng.
Chủ tịch Quân ủy Trung ương thường là Tổng Bí thư Đảng Cộng sản Trung Quốc. Hầu hết các ủy viên mang quân hàm tướng, đô đốc, nhưng chủ tịch luôn là lãnh đạo cấp cao nhất của Đảng Cộng sản Trung Quốc theo nguyên tắc Đảng chỉ huy súng nhằm đảm bảo sự lãnh đạo tuyệt đối của Đảng. Trụ sở Quân ủy Trung ương là khu nhà Bộ Quốc phòng ở Bắc Kinh.

## Lịch sử
Năm 2016, Tổng Bí thư Tập Cận Bình tiến hành cải cách quốc phòng, quân sự toàn diện, cải tổ bốn tổng bộ cũ thành 15 bộ, ủy ban, cơ quan trực thuộc.

## Chức năng
Quân ủy Trung ương thực hiện quyền lãnh đạo về biên phòng, phòng thủ trên biển, phòng không và các vấn đề an ninh quan trọng khác và có thẩm quyền chỉ huy tối cao đối với các lực lượng vũ trang của Trung Quốc, bao gồm Quân Giải phóng Nhân dân, Lực lượng Cảnh sát Vũ trang Nhân dân và Dân quân.
Trong hệ thống chính trị đảng-quân-chính của Trung Quốc, bản thân Quân ủy Trung ương là một cơ quan ra quyết định, nhưng hoạt động hàng ngày không minh bạch bằng Ủy ban Trung ương hay Quốc vụ viện. Ảnh hưởng của Quân ủy Trung ương thay đổi tùy thuộc vào thời kỳ và các nhà lãnh đạo. Quân ủy Trung ương không tương đương về mặt tổ chức với Bộ Quốc phòng của của những nước khác; Bộ Quốc phòng Trung Quốc chỉ có vai trò liên lạc với quân đội nước ngoài và không có thẩm quyền chỉ huy các lực lượng vũ trang.

## Cơ cấu tổ chức
Có hai Quân ủy Trung ương: Quân ủy Trung ương Đảng Cộng sản Trung Quốc và Quân ủy Trung ương Cộng hòa Nhân dân Trung Hoa. Theo nguyên tắc "một cơ cấu, hai tên gọi", cả hai Quân ủy Trung ương đều có cùng nhân sự, tổ chức và chức năng. Hệ thống Quân ủy Trung ương Đảng và Nhà nước cho phép Đảng Cộng sản Trung Quốc giám sát các hoạt động chính trị, quân sự của Quân Giải phóng Nhân dân, bao gồm ban hành chỉ thị về việc bổ nhiệm sĩ quan cấp cao, triển khai quân và chi tiêu vũ khí. Quân ủy Trung ương hoạt động bí mật và các phiên họp hầu như không được công khai.
Quân ủy Trung ương gồm một chủ tịch, các phó chủ tịch và những ủy viên khác. Chủ tịch Quân ủy Trung ương thường đồng thời là tổng bí thư Đảng Cộng sản Trung Quốc.

### Các bộ, ủy ban, cơ quan trực thuộc
Trước năm 2016, Quân Giải phóng Nhân dân Trung Quốc được tổ chức thành bốn tổng bộ. Các tổng bộ được cải tổ thành 15 cơ quan trực thuộc Quân ủy Trung ương theo cải cách quốc phòng, quân sự năm 2016 của Tổng Bí thư Tập Cận Bình, bao gồm:
1. Văn phòng Quân ủy Trung ương (cấp phó quân khu)
2. Bộ Tham mưu liên hợp (cấp ủy viên Quân ủy Trung ương)
3. Bộ Công tác chính trị (cấp ủy viên Quân ủy Trung ương)
4. Ủy ban Kiểm tra Kỷ luật (cấp ủy viên Quân ủy Trung ương)
5. Ủy ban Chính trị Pháp luật (cấp quân khu)[12]
6. Bộ Bảo đảm hậu cần (cấp phó quân khu)
7. Bộ Phát triển trang bị (cấp phó quân khu)
8. Bộ Quản lý huấn luyện (cấp phó quân khu)
9. Bộ Động viên quốc phòng (cấp phó quân khu)
10. Ủy ban Khoa học Công nghệ (cấp phó quân khu)
11. Văn phòng Quy hoạch chiến lược (cấp chính quân)
12. Văn phòng Cải cách và Biên chế (cấp chính quân)
13. Văn phòng Hợp tác quân sự quốc tế (cấp chính quân)
14. Văn phòng Kiểm toán (cấp chính quân)
15. Tổng cục Quản lý các cơ quan (cấp chính quân)

Bộ Tham mưu liên hợp là trung tâm chỉ huy của toàn bộ lực lượng vũ trang Trung Quốc, có nhiệm vụ xử lý công việc hành chính hàng ngày của Quân ủy Trung ương. Văn phòng Quân ủy Trung ương xử lý thông tin liên lạc, tài liệu của Quân ủy Trung ương, sắp xếp các cuộc họp và truyền đạt mệnh lệnh, chỉ thị đến các cơ quan cấp dưới.

## Ủy viên
Theo quy định của pháp luật, chủ tịch Quân ủy Trung ương không được phong quân hàm, còn phó chủ tịch và các ủy viên Quân ủy Trung ương được phong quân hàm tướng hoặc đô đốc tùy theo chức vụ của họ.
Thành phần Quân ủy Trung ương Đảng hiện tại được phê chuẩn tại Đại hội Đảng Cộng sản Trung Quốc lần thứ XX vào tháng 10 năm 2022; thành phần Quân ủy Trung ương Nhà nước được phê chuẩn tại kỳ họp thứ nhất của Đại hội đại biểu Nhân dân toàn quốc khóa XIV.
Chủ tịch Quân ủy Trung ương:
1. Tập Cận Bình, Tổng Bí thư Đảng Cộng sản Trung Quốc, Chủ tịch nước Cộng hòa Nhân dân Trung Hoa

Phó chủ tịch Quân ủy Trung ương (2):
1. Thượng tướng Trương Hựu Hiệp, ủy viên Bộ Chính trị khóa 19, khóa 20
2. Thượng tướng Hà Vệ Đông, ủy viên Bộ Chính trị khóa 20 (bị đình chỉ chức vụ)[17]

Ủy viên Quân ủy Trung ương (2):
1. Thượng tướng Lưu Chấn Lập, Tham mưu trưởng Bộ Tham mưu liên hợp
2. Thượng tướng Trương Thăng Dân, Bí thư Ủy ban Kiểm tra Kỷ luật

## Lãnh đạo đương nhiệm
| Chức danh, cơ quan                                                | Lãnh đạo |
| ----------------------------------------------------------------- | --- |
| Thành phần Quân ủy Trung ương Đảng Cộng sản Trung Quốc khóa 20    | |
| Chủ tịch                                                          | Tập Cận Bình |
| Phó chủ tịch                                                      | Trương Hựu Hiệp Hà Vệ Đông                                                                                          |
| Ủy viên                                                           | Lưu Chấn Lập Trương Thăng Dân                                                                                       |
| Thành phần Quân ủy Trung ương Cộng hòa Nhân dân Trung Hoa khóa 14 | |
| Chủ tịch                                                          | Tập Cận Bình |
| Phó chủ tịch                                                      | Trương Hựu Hiệp Hà Vệ Đông                                                                                          |
| Ủy viên                                                           | Lưu Chấn Lập Trương Thăng Dân                                                                                       |
| Cơ quan chức năng Quân ủy Trung ương                              | |
| Văn phòng Quân ủy Trung ương                                      | Chánh văn phòng: Trung tướng Phương Vĩnh Tường                                                                      |
| Bộ Tham mưu liên hợp                                              | Tham mưu trưởng: Thượng tướng Lưu Chấn Lập                                                                          |
| Bộ Công tác chính trị                                             | Chủ nhiệm: Đô đốc Miêu Hoa                                                                                          |
| Bộ Bảo đảm hậu cần                                                | Bộ trưởng: Thiếu tướng Trương Lâm Chính ủy: Khuyết                                                                  |
| Bộ phát triển trang bị                                            | Bộ trưởng: Thượng tướng Hứa Học Cường Chính ủy: Khuyết                                                              |
| Bộ Quản lý huấn luyện                                             | Bộ trưởng: Trung tướng Vương Bằng Chính ủy: Khuyết                                                                  |
| Bộ Động viên quốc phòng                                           | Bộ trưởng: Trung tướng Lưu Phát Khánh Chính ủy: Trung tướng Vương Đông Hải (王东海)                                 |
| Ủy ban Kiểm tra Kỷ luật                                           | Bí thư: Thượng tướng Quân chủng Tên lửa Trương Thăng Dân                                                            |
| Ủy ban Chính trị Pháp luật                                        | Bí thư: Đô đốc Vương Nhân Hoa                                                                                       |
| Ủy ban Khoa học Công nghệ                                         | Bí thư: Phó đô đốc Triệu Hiểu Triết                                                                                 |
| Văn phòng Quy hoạch chiến lược                                    | Chủ nhiệm: Thiếu tướng Thẩm Phương Ngô (沈方吾)                                                                     |
| Văn phòng Cải cách và Biên chế                                    | Chủ nhiệm: Thiếu tướng Lý Bằng Dực (李鹏翼)                                                                         |
| Văn phòng Hợp tác quân sự quốc tế                                 | Chủ nhiệm: Thiếu tướng Không quân Lý Bân (李斌)                                                                     |
| Văn phòng Kiểm toán                                               | Kiểm toán trưởng: Thiếu tướng Tôn Bân (孙斌)                                                                        |
| Tổng cục Quản lý các cơ quan                                      | Cục trưởng: Thiếu tướng Không quân Lưu Trường Xuân (刘长春) Chính ủy: Thiếu tướng Không quân Hàn Quốc Khải (韩国启) |
| Trung tâm chỉ huy tác chiến liên hợp                              | |
| Trung tâm chỉ huy tác chiến liên hợp                              | Tổng tư lệnh: Tập Cận Bình                                                                                          |
| Quân khu                                                          | |
| Chiến khu Đông Bộ                                                 | Tư lệnh: Thượng tướng Lâm Hướng Dương Chính ủy: Đô đốc Lưu Thanh Tùng                                               |
| Chiến khu Nam Bộ                                                  | Tư lệnh: Thượng tướng Ngô Á Nam Chính ủy: Thượng tướng Vương Văn Toàn                                               |
| Chiến khu Tây Bộ                                                  | Tư lệnh: Thượng tướng Uông Hải Giang Chính ủy: Thượng tướng Lý Phượng Bưu                                           |
| Chiến khu Bắc Bộ                                                  | Tư lệnh: Thượng tướng Hoàng Minh Chính ủy: Thượng tướng Trịnh Tuyền                                                 |
| Chiến khu Trung Bộ                                                | Tư lệnh: Khuyết Chính ủy: Thượng tướng Từ Đức Thanh                                                                 |
| Quân chủng Quân Giải phóng Nhân dân Trung Quốc                    | |
| Lục quân                                                          | Tư lệnh: Thượng tướng Lý Kiều Minh (李桥铭) Chính ủy: Thượng tướng Trần Huy (陈辉)                                  |
| Hải quân                                                          | Tư lệnh: Đô đốc Hồ Trung Minh Chính ủy: Đô đốc Viên Hoa Trí                                                         |
| Không quân                                                        | Tư lệnh: Thượng tướng Thường Đinh Cầu Chính ủy: Thượng tướng Quách Phổ Hiệu                                         |
| Quân chủng Tên lửa                                                | Tư lệnh: Thượng tướng Vương Hậu Bân Chính ủy: Thượng tướng Từ Tây Thịnh                                             |
| Lực lượng Quân Giải phóng Nhân dân Trung Quốc                     | |
| Lực lượng Hàng không vũ trụ                                       | Tư lệnh: Trung tướng Hác Vệ Trung (郝卫中) Chính ủy: Khuyết                                                         |
| Lực lượng Không gian mạng                                         | Tư lệnh: Trung tướng Trương Minh Hoa (张明华) Chính ủy: Trung tướng Không quân Hàn Hiểu Đông (韩晓东)               |
| Lực lượng Chi viện thông tin                                      | Tư lệnh: Trung tướng Tất Nghị (毕毅) Chính ủy: Thượng tướng Lý Vĩ                                                   |
| Lực lượng Bảo đảm hậu cần                                         | Tư lệnh: Trung tướng Không quân Vương Kháng Bình (王抗平) Chính ủy: Phó đô đốc Cao Đại Quang (高大光)               |
| Cơ sở giáo dục trực thuộc Quân ủy Trung ương                      | |
| Viện Hàn lâm Khoa học Quân sự Trung Quốc                          | Viện trưởng: Thượng tướng Dương Học Quân Chính ủy: Thượng tướng Lăng Hoán Tân                                       |
| Đại học Quốc phòng Trung Quốc                                     | Hiệu trưởng: Thượng tướng Tiêu Thiên Lượng (肖天亮) Chính ủy: Trung tướng Chung Thiệu Quân                          |
| Đại học Công nghệ Quốc phòng Trung Quốc                           | Hiệu trưởng: Thiếu tướng Lê Tương (黎湘) Chính ủy: Trung tướng Không quân Trần Quốc Cường (陈国强)                  |
| Cơ quan chỉ huy Lực lượng Cảnh sát Vũ trang Nhân dân              | |
| Lực lượng Cảnh sát Vũ trang Nhân dân                              | Quyền tư lệnh: Trung tướng Tào Quân Chương (曹均章) Chính ủy: Thượng tướng Trương Hồng Binh                         |

### Bầu cử
Ủy viên Quân ủy Trung ương Đảng do Ủy ban Trung ương Đảng Cộng sản Trung Quốc bầu ra. Trên thực tế, Ban Thường vụ Bộ Chính trị quyết định thành phần Quân ủy Trung ương Đảng. Ủy viên Quân ủy Trung ương Nhà nước do Đại hội đại biểu Nhân dân toàn quốc bầu ra và báo cáo với Đại hội đại biểu Nhân dân toàn quốc và Ủy ban Thường vụ. Việc Quân ủy Trung ương Đảng và Nhà nước được bầu riêng đôi khi dẫn đến sự khác biệt về thành phần của hai Quân ủy Trung ương vì các cơ quan Đảng, chẳng hạn như Đại hội đại biểu Toàn quốc và Ủy ban Trung ương, không họp đồng thời với Đại hội đại biểu Nhân dân toàn quốc. Ví dụ, một số người được bầu vào Quân ủy Trung ương Đảng tại Đại hội Đảng lần thứ 16 vào tháng 11 năm 2002, nhưng phải đến tháng 3 năm 2003 thì mới được bầu vào Quân ủy Trung ương Nhà nước khi kỳ họp thứ nhất của Đại hội đại biểu Nhân dân toàn quốc khóa X được triệu tập.